# Julián Álvarez
Julián Álvarez, född 31 januari 2000 i Calchín, Córdoba, Argentina, är en argentinsk fotbollsspelare som spelar för Atlético Madrid i La Liga och det argentinska landslaget.
Álvarez blev år 2023 den enda fotbollsspelaren i historien att vinna VM med Argentina, Champions League, Premier League, FA-cupen, Super Cupen och Klubblags-VM med Manchester City under tidsspannet av ett år.

## Uppväxt
Julián Álvarez är uppväxt som ett av tre syskon i den lilla byn Calchín, på Pampas-slätten, 115 kilometer öster om Córdoba.

## Klubblagskarriär

### River Plate
Álvarez kom till River Plate från Atlético Calchín 2016. Innan han skrev på för River Plate hade han provtränat med klubben ärkerival Boca Juniors och den spanska storklubben Real Madrid. Han kunde dock inte gå med Madrid-klubben på grund av en speciell åldersgräns. Álvarez flyttades upp till klubbens A-lag inför säsongen 2018/19, under ledning av huvudtränaren Marcelo Gallardo. Han gjorde sin proffsdebut den 27 oktober 2018 i en 1–0-vinst över Aldosivi i Primera División, när han blev inbytt i den 26:e matchminuten mot Rodrigo Mora.
Álvarez gjorde sitt första mål i proffskarriären den 17 mars 2019, i en 3–0-ligaseger över Independiente. I december samma år gjorde han mål i Copa Libertadores-finalen 2019 mot Central Córdoba när River Plate vann med 3–0 för att säkra titeln. 2020 gjorde Álvarez fem mål på sex Copa Libertadores-gruppspelsmatcher. 

### Manchester City
Álvarez skrev den 31 januari 2022 på ett fem och ett halvt års kontrakt med Premier League-klubben Manchester City. Álvarez anslöt däremot inte direkt till klubben utan stannade hos River Plate på lån fram till sommaren.

## Landslagskarriär
Álvarez gjorde sin debut för Argentinas seniorlag den 3 juni 2021, i en VM-kvalmatch mot Chile då han ersatte Ángel Di María i den 62:a matchminuten. Den 29 mars 2022 gjorde han sitt första mål i landslaget i 1–1-match mot Ecuador.
Han ingick i Argentinas 26-mannatrupp inför VM 2022 i Qatar. Den 30 november gjorde han sitt första VM-mål i en 2–0-seger i den sista gruppspelsmatchen mot Polen. Álvarez följde efter med ett andra VM-mål den 3 december när han gjorde mål i Argentinas 2–1-seger mot Australien. Han fortsatte sin målsvit genom att lägga till ytterligare två mål i Argentinas 3–0-seger mot Kroatien i semifinalen, samt att han fälldes i en offensiv räd, vilket föranledde Argentinas första mål på straff. Den 18 december var han involverad i Argentinas andra mål när hans lag besegrade Frankrike med 4–2 på straffar efter att matchen slutade 3–3 efter förlängningen av finalen för därmed vinna hela VM.